# Terneskjær
Terneskjær est une île norvégienne du comté de Vestland appartenant administrativement à Etne.

## Description
Rocheuse et couverte d'une légère végétation, elle s'étend sur environ 26 m de longueur pour une largeur approximative équivalente. 